# Marine Air Control Group 28
Le Marine Air Control Group 28 (ou MCAG-28) est une unité de commandement et de contrôle de l'aviation du Corps des Marines des États-Unis  basé à la Marine Corps Air Station Cherry Point en Caroline du Nord qui est actuellement composé de quatre escadrons de commandement et de contrôle et d'un bataillon de défense aérienne à basse altitude. Il fournit le 2nd Marine Aircraft Wing d'une coordination de l'espace aérien, du contrôle aérien, de l'appui aérien immédiat, la maîtrise des incendies, le contrôle du trafic aérien (ATC), la surveillance radar, le soutien aux communications de l'élément de combat de l'aviation (ACE) et poste de commandement ACE intégré à l'appui du II Marine Expeditionary Force.

## Mission
La mission du MACG-36 est de prévoir, exploiter et de maintenir le MACCS (Marine Air Command and Control System (en)). Le MACG contient des unités subordonnées qui fournissent les principales installations du MACCS. Il se compose normalement d'un escadron de commandement aérien tactique maritime (MTACS), d'un escadron d'appui aérien maritime (MASS), d'un escadron de contrôle aérien maritime (MACS), d'un bataillon de défense aérienne à basse altitude (LAAD) et d'un escadron de communication de l'aile marine (MWCS).

## Unités subordonnées
Les unités actuelles du MACG-28  :
- 2d Low Altitude Air Defense Battalion (en) (2d LAAD) : Fournir des tirs d'armes sol-air rapprochés à basse altitude pour la défense des actifs de la Force tactique terrestre et aérienne des Marines (MAGTF) défendant les zones de combat avancées, les forces de manœuvre, les zones vitales, les installations et/ou les unités engagées dans des opérations spéciales/opérations indépendantes. Deuxièmement, le bataillon fournit une force de sécurité terrestre organisée pour la défense des sites, des actifs et des installations aériennes de la MAGTF lorsqu'il n'est pas engagé dans des opérations de défense aérienne.
- Marine Air Control Squadron 2 (MACS-2)
- Marine Air Support Squadron 1 (MASS-1)
- Marine Wing Communications Squadron 28 (MWCS-18)
- Marine Tactical Air Command Squadron 28 (MTACS-28)

## Historique

### Origine
Le 1st Marine Air Warning Group a été créé au MCAS Cherry Point, en Caroline du Nord, dans le cadre de la 3rd Marine Aircraft Wing le 1er juillet 1943. La mission du MAWG-1 était de former et d'entraîner des escadrons d'alerte aérienne capables d'assurer une défense aérienne expéditionnaire lors d'opérations amphibies. Le 1er avril 1944, le MAWG-1 est réaffecté à la 9th Marine Aircraft Wing (en).  Pendant la Seconde Guerre mondiale, le MAWG-1 a supervisé la formation et l'entraînement de 18 escadrons d'alerte aérienne. Le 1er août 1946, le groupe a de nouveau été renommé Marine Air Control Group 1 (MACG-1). Il a été désactivé le 1er août 1955.

### Service
Le Marine Wing Headquarters Group 2 (MWHG-2) de la 2nd Marine Aircraft Wing a été réactivé le 2 janvier 1956 au MCAS Cherry Point, en Caroline du Nord. Sa composition à l'époque comprenait le  Quartier Général et le Headquarters Squadron 2 et le Marine Air Control Group 7 (MACS-7). En 1963, il a été administrativement affecté au 3rd Littoral Anti-Air Battalion (3rd LAAM). En 1965, le MACS-7 a été chargé de se déployer à Okinawa, au Japon, et a ensuite été affecté au Sud Vietnam. À la fin de son service au Vietnam, MACS-7 a été réaffecté au service de la 3rd Marine Aircraft Wing à la Marine Corps Air Station El Toro, en Californie.
En mai 1966, le groupe a été renommé Marine Air Control Group 2, puis Marine Air Control Group 28 en 1967. Il est affecté comme support à la Fleet Marine Force au Marine Corps Air Station Beaufort en Caroline du Sud.

### Guerre mondiale contre le terrorisme
À la suite des attentats du 11 septembre 2001, le MACG-28 a été envoyé en renfort du Air Operations Center (AOC) de la base aérienne de Prince Sultan, en Arabie saoudite. Puis il a déployé un site d'alerte précoce et de contrôle en Jordanie pour aider à la collecte de données sur l'Irak pour l'Opération Iraqi Freedom (OIF).
Pendant l'OIF, toutes les unités subordonnées du MACG-28 ont déployé des Marines avec le I Marine Expeditionary Force. Au début de 2004, le MACG-28 a déployé des unités à la base aérienne Al-Taqqadum, en Irak.
En 2007, le MACG-28 a de nouveau déployé toutes ses unités et agences tactiques en Irak. En janvier 2009, il était le dernier à contrôler l'espace aérien de l'ouest de l'Irak. Pendant ce temps, plusieurs détachements du groupe se sont déployés en Afghanistan dans le cadre du Marine Aircraft Group 40 alors que les forces du Marine Corps commençaient à se renforcer dans la province de Helmand.
En janvier 2013, le MACG-28 s'est de nouveau déployé dans le cadre de l'Opération Enduring Freedom dans la province de Helmand, en Afghanistan. Ils étaient la dernière unité de commandement et de contrôle aérien des Marines à contrôler l'espace aérien au-dessus du sud de l'Afghanistan.